# Национал-социалистический авиакорпус
Национа́л-социалисти́ческий авиако́рпус, или НСФК, (нем. Nationalsozialistisches Fliegerkorps, NSFK) — полувоенная организация нацистской Германии в 1937—1945 годах.

## История создания
Возникла как правопреемник Немецкого воздушно-спортивного союза (нем. Deutscher Luftsportverband), существовавшего с 1933 по 17 апреля 1937 года, когда был официально учреждён НСФК.
НСФК являлся вплоть до роспуска в 1945 году самостоятельной организацией, формально не входившей в состав НСДАП (см., напр., Закон о защите единства партии и государства от 1 декабря 1933 — нем. Gesetz zur Sicherung der Einheit von Partei und Staat vom 1. Dezember 1933); он подчинялся имперскому министру авиации Герману Герингу, но в то же время «пользовался всяческой поддержкой со стороны партии». Членом НСФК мог стать немец (преимущественное право на вступление в НСФК имели члены гитлерюгенда) арийского происхождения (до прадеда и прабабки включительно), признанный достойным к вступлению в НСДАП, не имеющий взысканий и получивший хорошую физическую подготовку, а также уволенные из люфтваффе в запас (служившие в лётном составе), рейхсдойче, получившие подготовку пилота, наблюдателя, пилота аэростата или воздухоплавания.
Член NSFK не имел права одновременно состоять на службе в СА, СС или НСКК, причём служба в НСФК считалась предпочтительной перед всеми другими видами службы. Лицензии пилотов НСФК не признавались в люфтваффе, так что пилоты НСФК при переходе в люфтваффе должны были сдавать дополнительные экзамены. Тем не менее, НСФК обеспечивал массовую подготовку лётного состава; многие лётчики первоначально проходили воздушную подготовку в НСФК, куда они переходили из гитлерюгенда.
Помимо начальной подготовки лётного состава, в годы Второй мировой войны НСФК выполнял функции противовоздушной обороны.

## Центральный аппарат
Во главе НСФК находился корпсфюрер НСФК — командир корпуса (нем. Korpsfuehrer), при котором состояли адъютанты и чины для особых поручений; ближайшим помощником и заместителем корфюрера являлся начальник штаба НСФК. Центральный аппарат управления НСФК имел следующую структуру:
- 1. Административно-хозяйственное управление (Wirtschafts-Verwaltungshauptamt), которое подразделялось на отделы: WVA 1 — бюджет и организация;WVA 2 — контрольно-ревизионный; WVA 3 — касса и отчетность; WVA 4 — жалованье и накладные расходы; WVA 5 — квартирное довольствие; WVA 6 — страхование; WVA 7 — обмундирование, оборудование, снабжение; WVA 8 — строительство; WVA 9 — служба поставок.
- 2. Центральный отдел (Zentralabteilung), делившийся на подотделы: I — планеризм; II — авиамоделирование; III — техника; IV — полеты и аэростатный спорт; V — военно-спортивное и мировоззренческое обучение; VI — кадры; VII — печать и пропаганда; VIII — санитарная служба; IX — правовые вопросы.
- 3. Школа командного состава NSFK (Кассель).

Корпсфюреры:
- генерал-полковник люфтваффе Фридрих Христиансен (17.4.1937-26.6.1943)
- генерал-полковник люфтваффе Альфред Келлер (26.6.1943-8.5.1945).

## Территориальное деление
НСФК состоял из 17 групп НСФК — такая структура ориентировалась на структуру военных округов, а не на систему «гау», предусмотренную в НСДАП.
- 1-я группа «Остланд» (Ostland) — Кёнигсберг (Восточная Пруссия и Данциг): Эвальд Опперман
- 2-я группа «Север» (Nord) — Штеттин (Мекленбург, Померания): Фридрих Фродин
- 3-я группа «Северо-Запад» (Nordwest) — Гамбург (Гамбург, Шлезвиг-Гольштейн, Везер-Эмс, Ганновер): Вернер Цан
- 4-я группа «Берлин-Бранденбург» (Berlin-Brandenburg) — Берлин (Берлин, Курмарк): Карл Зауке
- 5-я группа «Варта» (Wartheland) — Позен (Западная Пруссия, Варта): Кублитц
- 6-я группа «Силезия» (Schlesien) — Бреслау (Силезия): Фридрих Георг Бринкман
- 7-я группа «Эльба-Заале» (Elbe-Saale) — Дрезден (Саксония): Вольф фон Ведельштэд; Отто Циммерман
- 8-я группа «Центр» (Mitte) — Веймар (Тюрингия, Кургессен): Эдуард Риттер фон Шлейх, Эльмар фон Эшвеге
- 9-я группа «Везер-Эльба» (Weser-Elbe) — Ганновер (Магдебург, Ангальт, Южный Ганновер — Брауншвейг): Отто Зоммер; Эрвин Кратц
- 10-я группа «Вестфалия» (Westfalen) — Дортмунд (Северная и Южная Вестфалия): Генрих Зилер
- 11-я группа «Гессен — Западная марка» (Hesse-Westmark) — Франкфурт-на-Майне (Кобленц-Трир, Гессен-Нассау): Отто фон Молитор
- 12-я группа «Нижний Рейн» (Niederrhein): Эссен (Эссен, Дюссельдорф, Кёльн-Ахен): Вальтер Годт
- 13-я группа «Средний Дунай» (Main-Donau) — Нюрнберг (Франкония, Баварский Остмарк): Карл Кронейсс
- 14-я группа «Хохланд» (Hochland) — Мюнхен (Мюнхен — Верхняя Бавария, Швабия): Карл Браун
- 15-я группа «Швабия» (Schwaben) — Штутгарт (Вюртемберг-Гогенцоллерн): Фридрих Вильгельм Эрбахер
- 16-я группа «Юго-Запад» (Suedwest) — Страсбург (Саар-Пфальц, Баден, Эльзас, Лотарингия): Фердинанд фон Хиддессен
- 17-я группа «Австрия» (Ostmark) — Вена (Австрия): Альфред Крюгер

Униформа НСФК полностью совпадала с формой СА, имелись лишь небольшие особенности в знаках различия.

## Звания и знаки различия
| Национал-социалистический авиакорпус (НСФК) | Германские сухопутные силы          | Германский флот (Кригсмарине) | Германские ВВС (Люфтваффе) |
| ------------------------------------------- | ----------------------------------- | ----------------------------- | -------------------------- |
| Манн НСФК                                   | Рядовой, стрелок, гренадер, канонир | Матрос                        | Флигер / Рядовой ВВС       |
| соответствия в войсках НСФК нет             | Обер-гренадер                       | -                             | -                          |
| Штурмманн НСФК                              | Ефрейтор                            | Матрозен-ефрейтор             | Ефрейтор                   |
| Роттенфюрер НСФК                            | Обер-ефрейтор                       | Матрозен-обер-ефрейтор        | Обер-ефрейтор              |
| соответствия в войсках НСФК нет             | -                                   | Матрозен-гаупт-ефрейтор       | Гаупт-ефрейтор             |
| соответствия в войсках НСФК нет             | Штабс-ефрейтор                      | Матрозен-штабс-ефрейтор       | Штабс-ефрейтор             |
| Шарфюрер НСФК                               | Унтер-офицер                        | Маат                          | Унтер-офицер               |
| соответствия в войсках НСФК нет             | Унтер-фельдфебель                   | Обер-маат                     | Унтер-фельдфебель          |
| соответствия в войсках НСФК нет             | Фенрих                              | Фенрих цур зее                | -                          |
| соответствия в войсках НСФК нет             | Фельдфебель                         | Фельдфебель                   | Фельдфебель                |
| Обершарфюрер НСФК                           | Обер-фельдфебель                    | Обер-фельдфебель              | Обер-фельдфебель           |
| Труппфюрер НСФК                             | Гаупт-фельдфебель                   | Штабс-фельдфебель             | -                          |
| соответствий в войсках НСФК нет             | Обер-фенрих                         | Обер-фенрих цур зее           | -                          |
| Обертруппфюрер НСФК                         | Штабс-фельдфебель                   | Штабс-обер-фельдфебель        | Штабс-фельдфебель          |
| Унтерштурмфюрер НСФК                        | Лейтенант                           | Лейтенант цур зее             | Лейтенант                  |
| Оберштурмфюрер НСФК                         | Обер-лейтенант                      | Обер-лейтенант цур зее        | Обер-лейтенант             |
| Гауптштурмфюрер НСФК                        | Гауптманн / Ротмистр                | Капитан-лейтенант             | Капитан                    |
| Штурмбаннфюрер НСФК                         | Майор                               | Корветтен-капитан             | Майор                      |
| Оберштурмбаннфюрер НСФК                     | Оберст-лейтенант                    | Фрегаттен-капитан             | Оберст-лейтенант           |
| Штандартенфюрер НСФК                        | Оберст                              | Капитан цур зее               | Оберст                     |
| Оберфюрер НСФК                              | соответствия в вермахте нет         | Коммодор                      | -                          |
| Бригадефюрер НСФК                           | Генерал-майор                       | Контр-адмирал                 | Генерал-майор              |
| Группенфюрер НСФК                           | Генерал-лейтенант                   | Вице-адмирал                  | Генерал-лейтенант          |
| Обергруппенфюрер НСФК                       | Генерал войск                       | Адмирал                       | Генерал ВВС                |
| Эренфюрер НСФК (на изображении отсутствует) | Генерал-оберст                      | Генерал-адмирал               | Генерал-оберст             |
| Корпсфюрер НСФК                             | Генерал-фельдмаршал                 | Гросс-адмирал                 | Генерал-фельдмаршал        |
| -                                           | -                                   | -                             | Рейхсмаршал                |

## Изображения
- Штандарт с символом НСФК
- Вымпел транспортного средства НСФК
- Автомобильный вымпел Штурмфюрера НСФК
- Штандарт Штандартенфюрера НСФК
- Штандарт Группенфюрера НСФК
- Штандарт Штабсфюрера НСФК
- Штандарт Корпсфюрера НСФК
- Белый вымпел транспортного средства НСФК
- Синий вымпел транспортного средства НСФК
- Иллюстрация из организационной книги НСДАП 1943
- Иллюстрация из организационной книги НСДАП 1943
- Иллюстрация из организационной книги НСДАП 1943
- Иллюстрация из организационной книги НСДАП 1943